# Christian Friedrich Adolph Maximilian Kielmann
Christian Friedrich Adolph Maximilian Kielmann (* 17. Dezember 1815 in Rendsburg; † 1900) war ein deutscher Fiskaljurist und Parlamentarier.

## Leben
Christian Kielmann war ein Sohn des Unteroffiziers im Oldenburgischen Regiment Ehlert Kielmann und dessen Frau Charlotte, geb. Heldt. Der studierte  Jurist Kielmann war 1837 Kammerschreiber bei der dänischen Generalzollkammer und dem Kommerzkollegium in Kopenhagen. Ab 1844 war er Gemeinschaftlicher Elbzollkommisar für die Königreiche Dänemark und Hannover sowie das Großherzogtum Mecklenburg mit Sitz in  Wittenberge.

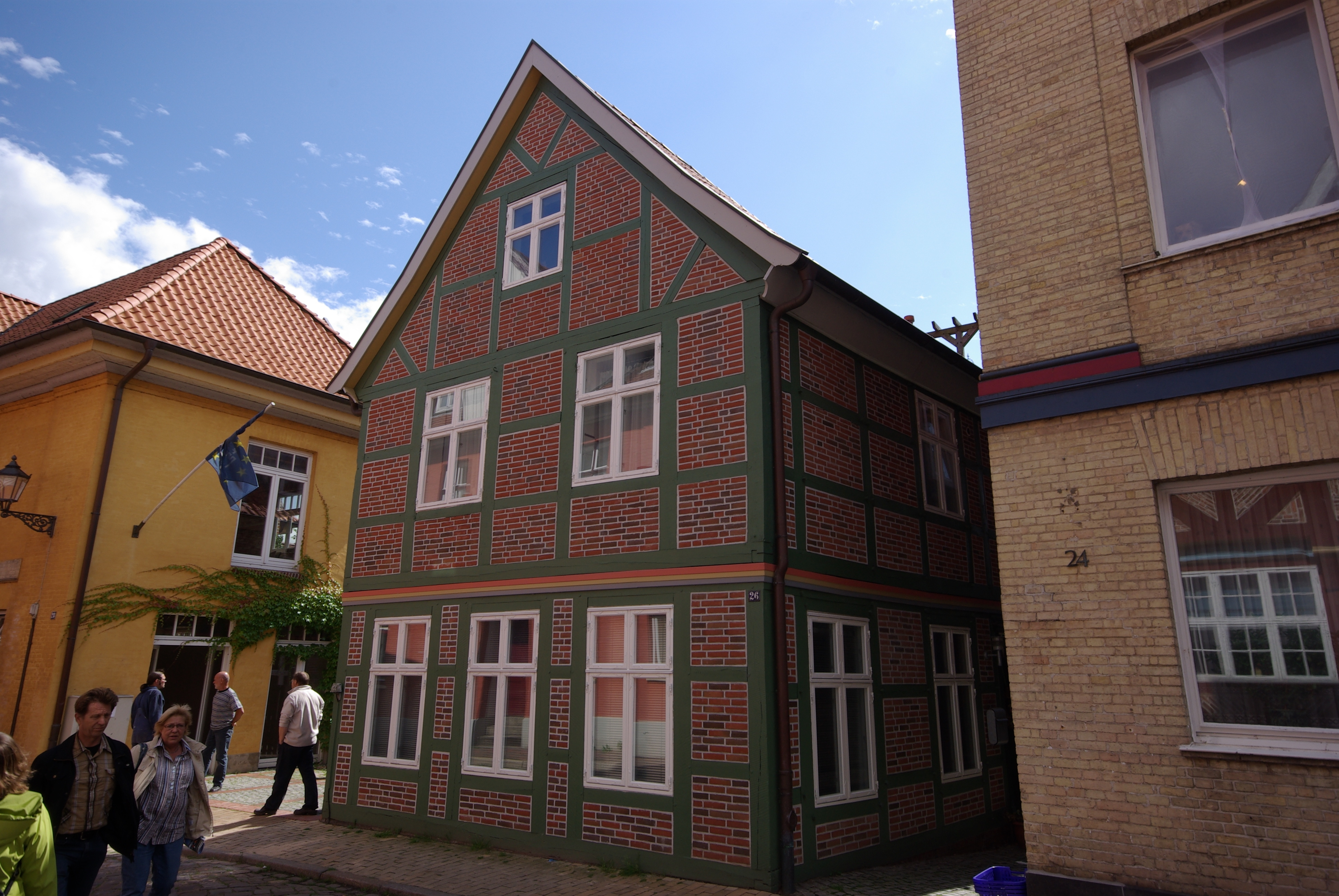
Altes Zollhaus in Lauenburg, Elbstraße 26

Am 1. April 1846 wechselte er als Zollverwalter und Dritter adjungierter Beamter nach Lauenburg/Elbe im seit 1815 zu Dänemark gehörigen Herzogtum Sachsen-Lauenburg. Am 1. Januar 1847 wurde er hier Zollinspektor. Als Justizrat und Oberzollinspektor nahm er 1863 als Vertreter des dänischen Königs an den Verhandlungen über den Elbzoll teil und unterzeichnete die Ratifikation des Abkommens für Dänemark. Er vertrat Lauenburg auch in den Sitzungen der internationalen Elbschiffahrtskommission. Nach der Annexion des Herzogtum Lauenburgs durch Preußen infolge des Deutschen Krieges und dem Endes des Elbzolls wurde Kielmann 1872 Landrentmeister in Ratzeburg. 1881 war Kielmann, der dem liberalen Verein angehörte, zusammen mit anderen Beamten Ziel von Attacken und Drohungen des konservativen Landrats Albert von Bennigsen-Foerder im Vorfeld der Reichstagswahl 1881. Dieses führte zu Debatten im Reichstag und letztlich zur Zwangsversetzung des Landrats.
Kielmann wurde 1848 für den Wahlkreis Lauenburg/Elbe Mitglied der Landesversammlung des Herzogtums Lauenburg und deren Vizepräsident.
Er war zunächst verheiratet mit Abel, geb. Dölling (1816–1846). Nach ihrem Tod heiratete er 1848 Catharina, geb. Dölling.

## Auszeichnungen
- Dannebrogorden, Ritter (10. Juli 1863)[3]
- Roter Adlerorden, 3. Klasse (24. Dezember 1865)[4]